# Financiën van FC Barcelona
De financiën van FC Barcelona vormen een belangrijk onderdeel van de clubgeschiedenis. Als ledenvereniging zonder externe aandeelhouders heeft de club een uitzonderlijke positie binnen het internationale topvoetbal. FC Barcelona kende periodes van economische groei, maar ook diepe financiële crises, die regelmatig het bredere debat over salarissen, schulden en regelgeving beïnvloedden.
Dit artikel geeft een overzicht van de voornaamste financiële ontwikkelingen sinds 2000, waaronder de oplopende schulden onder Gaspart en Bartomeu, de impact van de coronapandemie, het gebruik van ‘economische hefbomen’ onder Laporta en de financiering van het Espai Barça-project.

## Geschiedenis

### Begin van financiële uitdagingen onder Gaspart (2000-2010)
Aan het begin van de 21e eeuw bevond FC Barcelona zich in een financieel kwetsbare positie, gekenmerkt door een groeiende schuldenlast en een instabiele financiële structuur. Onder het voorzitterschap van Joan Gaspart (2000-2003) stagneerden de inkomsten, terwijl de uitgaven voor spelerssalarissen en transfers bleven stijgen. Tegenvallende sportieve prestaties deden de commerciële aantrekkingskracht van de club geen goed, met dalende inkomsten uit sponsoring en kaartverkoop tot gevolg.
Tijdens Gasparts bewind raakte de club in een diepe sportieve en economische crisis. De schulden stegen tot meer dan 98 miljoen euro, en de prestaties op het veld bleven ver onder de verwachtingen. Het seizoen 2002/03 was een dieptepunt: Barcelona eindigde op een teleurstellende zesde plaats in La Liga.
Financiële rapporten uit die tijd schetsen een somber beeld. In het laatste seizoen onder Gaspart bedroeg de omzet van de club slechts 123,4 miljoen euro, minder dan de helft van die van Manchester United. Spelerssalarissen vertegenwoordigden maar liefst 88% van de omzet. De club draaide een operationeel verlies van 72 miljoen euro, terwijl de totale schuld opliep tot 186 miljoen euro.
De oorzaken van deze financiële malaise waren divers. Er werd onzorgvuldig veel geld uitgegeven aan transfers die hun investering niet rechtvaardigden, terwijl de inkomsten daalden door tegenvallende sportieve prestaties. Tussen 2000 en 2001 werd ongeveer 180 miljoen euro gespendeerd aan transfers, zonder dat dit leidde tot prijzen of sportieve successen.

#### Eerste wederopbouw met Laporta
Met de komst van Joan Laporta als president in 2003 werd een eerste stap gezet naar financieel herstel. Laporta's strategie omvatte het uitbreiden van digitale activiteiten, het verhogen van sponsorinkomsten en het uitgeven van obligaties. De verbeterde sportieve prestaties, waaronder de Champions League-winst in 2006, droegen bij aan een aanzienlijke stijging van de inkomsten. Toch bleef de financiële situatie fragiel. Ondanks het succes kampte de club nog steeds met aanzienlijke schulden en hoge uitgaven, problemen die veel later zouden uitmonden in de huidige financiële moeilijkheden.

### Financiële expansie en oplopende risico’s onder Rosell en Bartomeu (2010–2020)
Dit tijdperk van Sandro Rosell werd gekarakteriseerd door ongeëvenaard sportief succes en financiële groei, met Barcelona's Gouden Generatie – bestaande uit iconen als Lionel Messi, Xavi Hernández en Andrés Iniesta – die het team naar talloze overwinningen leidde. Onder leiding van coaches als Pep Guardiola en later onder andere Luis Enrique werd het team beroemd om zijn 'tiki-taka' speelstijl. Barcelona veroverde 7 La Liga-titels, 6 Copa del Rey-trofeeën, 3 UEFA Champions League-titels en 3 FIFA Club World Cup-overwinningen, waardoor zowel de prijzenkast als de financiën door de lucht schoten.
De sportieve successen gingen gepaard met een explosieve stijging van de clubwaarde, die in 2010 door Forbes op €752 miljoen werd geschat, maar in 2013 al steeg naar €2 miljard. In 2017 was de waarde zelfs €3,2 miljard, mede dankzij lucratieve sponsordeals met bedrijven als Qatar Airways en Rakuten en aanzienlijke inkomsten uit televisierechten. In 2018 werd een recordomzet van €885 miljoen behaald, waarmee de club financieel een van de succesvolste voetbalclubs ter wereld werd als het omzet ging.
Helaas kwam er onder Josep Maria Bartomeu een keerzijde van deze gouden jaren. Terwijl de sportieve successen aanhielden, werden er onder Bartomeu desastreuze en peperdure aankopen gedaan, zoals Philippe Coutinho voor €160 miljoen, Ousmane Dembélé voor €105 miljoen, en Antoine Griezmann voor €120 miljoen. En het roekeloze verlengen van veel te dure en lange contracten aan spelers. Deze kostbare aankopen, in combinatie met een torenhoge salarisstructuur, zorgden ervoor dat de financiën uit de hand liepen, waardoor FC Barcelona uiteindelijk in een diepe crisis terechtkwam.

#### Financiële crisis en impact van COVID-19 (2020-2022)
De COVID-19-pandemie bracht de financiële problemen tot een hoogtepunt. Het verlies van stadioninkomsten en andere commerciële activiteiten resulteerde in een tekort van honderden miljoenen euro’s. Een audit in 2021 bracht een schuldenlast van €1,35 miljard aan het licht, waarvan een groot deel kortlopende schulden betrof.  
Het vertrek van Lionel Messi in 2021 onderstreepte de ernst van de situatie en was de druppel. De club kon zijn salaris niet langer betalen zonder de financiële regels van La Liga te overtreden, wat leidde tot een wereldwijd schokeffect en het einde van een tijdperk van de Argentijn bij de club.

### Laporta en de heropbouw van de club (2021-heden)
Sinds zijn terugkeer als voorzitter in 2021 heeft Joan Laporta FC Barcelona geleid door een turbulente, maar geleidelijk herstellende periode, gekenmerkt door een uitzonderlijk hoge schuldenlast en een reeks ingrijpende financiële hervormingen. Bij zijn aantreden werd de bruto schuld van de club geraamd op circa 1,35 miljard euro. Om deze situatie het hoofd te bieden, nam het bestuur een reeks drastische maatregelen. Hieronder vielen onder meer de verkoop van 25% van de La Liga-medierechten aan investeringsmaatschappij Sixth Street voor 517 miljoen euro, de verkoop van 49% van Barça Studios voor 200 miljoen euro en de activering van verschillende zogenoemde “economische hefbomen” met het oog op het genereren van directe liquiditeit. Deze acties waren noodzakelijk om aan de kortlopende verplichtingen van de club te kunnen voldoen en om een dreigend faillissement af te wenden.
Hoewel deze ingrepen op korte termijn verlichting boden, werden ze bekritiseerd vanwege hun potentiële langetermijnimpact op de financiële onafhankelijkheid van de club. Niettemin boekte FC Barcelona in het seizoen 2022/2023 een positief nettoresultaat van 304 miljoen euro. Ondanks de aanhoudende financiële beperkingen bleef de club investeren in haar sportieve kern, met onder meer de komst van Robert Lewandowski, Raphinha en Jules Koundé in de zomer van 2022. Deze versterkingen speelden een essentiële rol in het veroveren van de Spaanse landstitel in datzelfde seizoen.
Op commercieel en infrastructureel vlak zette de club stappen met het Espai Barça-project, dat zich richt op de grootschalige renovatie van het Camp Nou en de omliggende faciliteiten. Voor het seizoen 2023/2024 verhuisde de club tijdelijk naar het Estadi Olímpic Lluís Companys. Hoewel aanvankelijk werd aangenomen dat in het seizoen 2024/2025 een gedeeltelijke terugkeer naar het vernieuwde stadion mogelijk zou zijn, werd dit in oktober 2024 herzien. De verwachting is sindsdien dat de club het volledige seizoen in Montjuïc zal blijven spelen. De totale investering in het Espai Barça-project bedraagt naar schatting 1,5 miljard euro.
Daarnaast werd een omvangrijk sponsorcontract afgesloten met Spotify, waaronder de naamgeving van het stadion tot Spotify Camp Nou valt. Deze overeenkomst zou de club ongeveer 280 miljoen euro opleveren over een periode van vier jaar.
Ondanks deze commerciële successen bleef de schuldenlast van de club een aanzienlijke uitdaging. In 2022 werd de totale bruto schuldenpositie van FC Barcelona, inclusief uitgestelde salarissen, openstaande transferbetalingen en langlopende verplichtingen, vastgesteld op circa 1,75 miljard euro. Daarvan werd ongeveer 1,35 miljard euro aangemerkt als nettoschuld, terwijl het bredere totaal aan verplichtingen, inclusief toekomstige contractuele lasten, opliep tot 1,75 miljard euro. Het nettoverlies over het boekjaar 2023/2024 bedroeg 91 miljoen euro, waarmee weliswaar opnieuw verlies werd geleden, maar wel het laagste resultaat in meerdere jaren.

### Toekomst van FC Barcelona
Voor het boekjaar 2024/2025 hanteert FC Barcelona een voorzichtig maar positief begrotingsbeleid. De club verwacht een omzet van circa 950 miljoen euro, mede dankzij sterk stijgende sponsor- en ticketinkomsten. De nettowinst wordt geraamd op ongeveer 5 miljoen euro, met een positieve EBITDA van naar verwachting 90 miljoen euro, exclusief opbrengsten uit transfers. Ondanks de tijdelijke verhuizing naar het Estadi Olímpic Lluís Companys blijven de commerciële inkomsten zich positief ontwikkelen.
De sponsorinkomsten zullen naar verwachting de grens van 260 miljoen euro overstijgen. Een belangrijk aandeel hierin komt voort uit de nieuwe, langdurige overeenkomst met Nike, die loopt tot 2038. Deze deal voorziet in jaarlijkse inkomsten tussen de 60 en 127 miljoen euro, met een gemiddeld jaarlijks bedrag van naar schatting circa 120 miljoen euro, waarmee de commerciële positie van de club aanzienlijk is versterkt.
Ook de opbrengsten uit merchandising en e-commerce blijven stijgen. Voor het seizoen 2024/2025 wordt een omzet van circa 140 tot 150 miljoen euro verwacht, mede dankzij de internationale uitbreiding van Barça Licensing & Merchandising (BLM). Op middellange termijn streeft de club naar een jaarlijkse omzet van meer dan 300 miljoen euro binnen dit segment.
De stadioninkomsten blijven voorlopig beperkt zolang de club haar thuiswedstrijden afwerkt in het tijdelijke onderkomen in Montjuïc. Toch wordt voor het seizoen 2024/2025 een extra opbrengst van circa 28 miljoen euro verwacht. De deels operationele heropening van het vernieuwde Spotify Camp Nou staat gepland voor de zomer van 2025, met een initiële capaciteit van circa 62.000 toeschouwers. Op langere termijn mikt de club op jaarlijkse stadioninkomsten van 200 tot 250 miljoen euro zodra het vernieuwde stadion volledig in gebruik is.
Voor het boekjaar 2025/2026 verwacht FC Barcelona een verdere omzetgroei tot boven de 1 miljard euro, afhankelijk van sportieve prestaties zoals het bereiken van de knock-outfase in de UEFA Champions League. De EBITDA wordt voor dat seizoen geraamd op circa 100 miljoen euro, bij een stabiel kostenniveau. Tegelijkertijd zouden de sponsorinkomsten kunnen oplopen tot tussen de 275 en 300 miljoen euro per jaar.
De loonkosten zullen naar verwachting in lijn met de omzetgroei toenemen: van circa 500 miljoen euro in 2024/2025 naar mogelijk 550 tot 600 miljoen euro in de jaren daarna. Het naleven van de Financial Fair Play-regels van La Liga blijft daarbij een belangrijk uitgangspunt.
Met betrekking tot de schuldpositie streeft de club naar een gefaseerde afbouw. De nettoschuld van de club, exclusief het stadionproject, bedroeg per 30 juni 2024 circa 560 miljoen euro. Op basis van structureel positieve kasstromen en strikte kostenbeheersing verwacht FC Barcelona deze reguliere schuld in de periode tot 2030 volledig af te bouwen. De afzonderlijke Espai Barça-financiering, die juridisch buiten de clubbalans wordt gehouden, blijft bestaan tot circa 2048–2050 en wordt afgelost uit specifiek aan stadionexploitatie toegewezen inkomsten.
Met deze combinatie van kostenbeheersing, recordbrekende sponsorcontracten, stijgende commerciële activiteiten en de geplande terugkeer naar een vernieuwd Camp Nou zet FC Barcelona belangrijke stappen richting duurzaam financieel herstel. Het uiteindelijke succes blijft daarbij mede afhankelijk van het tijdig afronden van de stadionrenovatie, het behalen van sportieve doelstellingen en het handhaven van financiële discipline.

#### Publieke misvatting over de financiële situatie
In tegenstelling tot het beeld dat lange tijd in de publieke opinie heeft bestaan, verkeerde FC Barcelona niet in een staat van faillissement of structurele insolventie. Hoewel de club de afgelopen jaren werd geconfronteerd met aanzienlijke financiële beperkingen, was er geen sprake van een gebrek aan inkomsten of liquiditeit. Integendeel, zelfs in economisch moeilijke periodes genereerde de club een van de hoogste omzetten in de internationale sportwereld, mede dankzij haar wereldwijde commerciële uitstraling, sponsorcontracten en mediarechten.
De kern van de financiële problematiek lag in de aanzienlijke en onevenwichtige uitgavenstructuur die zich in de laatste jaren van het voorzitterschap van Josep Maria Bartomeu had ontwikkeld. In die periode bevond de club zich daadwerkelijk op de rand van financiële instorting. Dit was het gevolg van buitensporige operationele kosten, met name op het gebied van salarissen en uitgestelde transferbetalingen, in combinatie met het ontbreken van solide financieel beheer.
Deze situatie leidde tot ingrijpende beperkingen vanuit La Liga op het gebied van salaris- en transferregistratie, waaronder de toepassing van de zogenoemde 1:4-regel. Deze bepaling stond de club slechts toe om één euro aan spelerslasten uit te geven voor elke vier euro die werd bespaard of gegenereerd, wat de operationele flexibiliteit ernstig beperkte.
Het is dan ook essentieel te benadrukken dat de beperkingen waarmee de club werd geconfronteerd, niet voortkwamen uit een gebrek aan inkomsten, maar uit een disbalans tussen inkomsten en structurele verplichtingen.
Sinds de terugkeer van Joan Laporta als voorzitter in 2021 heeft de club ingrijpende maatregelen genomen om het financiële evenwicht te herstellen. Onder zijn leiding werd ingezet op kostenbeheersing, schuldreductie, herstructurering van contracten en een forse toename van commerciële inkomsten. Dankzij deze ingrepen opereert FC Barcelona anno 2025 opnieuw binnen de reguliere 1:1-regel van La Liga, waardoor het in staat is spelersregistraties en salarisuitgaven op normale wijze te verrichten.
Deze ontwikkeling vormt een belangrijke stap richting structureel financieel herstel en duurzaam economisch beleid, waarbij de koerswijziging onder voorzitter Laporta een centrale rol heeft gespeeld. Hoewel de situatie in de slotfase van het voorzitterschap van Bartomeu onmiskenbaar kritiek was en de daaruit voortvloeiende publieke en institutionele kritiek gerechtvaardigd, is het van belang te onderstrepen dat FC Barcelona nimmer daadwerkelijk technisch failliet of blut is geweest. De club bevond zich in een ernstige financiële disbalans, maar beschikte te allen tijde over een uitzonderlijk hoog niveau van commerciële inkomsten en wereldwijde merkwaarde.
Medio 2025 opereert FC Barcelona opnieuw binnen de reguliere financiële kaders van La Liga, met stabiele kasstromen en een gecontroleerde nettoschuld van circa 500 miljoen euro, exclusief de langlopende financiering van het Espai Barça-project.

## Recordtransfers
Gedurende de jaren heeft FC Barcelona verschillende keren records gebroken op de transfermarkt, zowel bij inkomende als uitgaande transfers. De financiële impact van deze transfers speelde een belangrijke rol in de begroting van de club.

### Hoogste uitgaande transfers
De verkoop van Neymar aan Paris Saint-Germain in 2017 is nog altijd de duurste transfer in de voetbalgeschiedenis.
| Speler            | Naar club             | Jaar | Bedrag       | Opmerkingen                |
| ----------------- | --------------------- | ---- | ------------ | -------------------------- |
| Neymar            | Paris Saint-Germain   | 2017 | €222 miljoen | Wereldrecord               |
| Ousmane Dembélé   | Paris Saint-Germain   | 2023 | €50 miljoen  | Vaste clausule geactiveerd |
| Philippe Coutinho | Aston Villa           | 2022 | €20 miljoen  | Na eerdere uitleenbeurt    |
| Malcom            | Zenit Sint-Petersburg | 2019 | €40 miljoen  | Winst op korte termijn     |

### Hoogste inkomende transfers
FC Barcelona investeerde met name onder Josep Maria Bartomeu recordbedragen in versterkingen, waarvan niet alle spelers aan de sportieve verwachtingen voldeden.
| Speler            | Van club          | Jaar | Bedrag       | Opmerkingen                        |
| ----------------- | ----------------- | ---- | ------------ | ---------------------------------- |
| Philippe Coutinho | Liverpool FC      | 2018 | €135 miljoen | Inclusief bonussen                 |
| Ousmane Dembélé   | Borussia Dortmund | 2017 | €140 miljoen | Inclusief bonussen                 |
| Antoine Griezmann | Atlético Madrid   | 2019 | €120 miljoen | Vaste afkoopclausule betaald       |
| Frenkie de Jong   | AFC Ajax          | 2019 | €75 miljoen  | + max. €11 miljoen bonussen        |
| Neymar            | Santos            | 2013 | ~€88 miljoen | Werkelijke bedrag pas later bekend |

Bronnen: Transfermarkt.nl, BBC Sport, Football.fr

## Salarissen en loonstructuur
De loonkosten van FC Barcelona behoren sinds de jaren 2010 structureel tot de hoogste in het internationale topvoetbal. Volgens verschillende edities van de Deloitte Football Money League en La Liga-rapporten gaven de Catalanen meer dan 70% van hun jaarlijkse omzet uit aan salarissen, waarmee zij structureel boven de door La Liga aanbevolen grens van 70% uitkwamen.
In het seizoen 2019/2020 piekten de loonkosten op ruim €671 miljoen, waarmee Barcelona destijds wereldwijd de hoogste salarensom had in alle sporten. De coronapandemie versnelde de financiële problemen doordat de inkomsten sterk terugliepen, terwijl het salarisniveau grotendeels gelijk bleef.
In augustus 2021 leidde de verhouding tussen salarissen en inkomsten ertoe dat Lionel Messi de club moest verlaten, omdat zijn nieuwe contract niet binnen de door La Liga opgelegde salarislimieten paste.

### Jaarlijkse loonkosten (geschat)
| Seizoen | Totale loonkosten (in mln €) | % van omzet                       |
| ------- | ---------------------------- | --------------------------------- |
| 2016/17 | 515                          | 65%                               |
| 2017/18 | 562                          | 70%                               |
| 2018/19 | 636                          | 70%                               |
| 2019/20 | 671                          | >80%                              |
| 2020/21 | 518                          | >90% (sterke daling inkomsten)    |
| 2021/22 | 518                          | 83%                               |
| 2022/23 | 639                          | ~73% (incl. economische hefbomen) |

Bronnen: La Liga, Deloitte Football Money League, jaarverslagen FC Barcelona

### Aanpassingen en herstructurering
Onder voorzitter Joan Laporta werd vanaf 2021 een beleid van salarisverlagingen, transfers en het niet verlengen van contracten doorgevoerd. Spelers zoals Gerard Piqué, Sergio Busquets, Jordi Alba en Antoine Griezmann verlieten de club of leverden fors in. Tegelijkertijd werd geïnvesteerd in jongere spelers met lagere salarissen, zoals Gavi en Pedri.
In 2023/24 en 2024/25 bleef FC Barcelona onder verscherpt financieel toezicht van La Liga opereren, met een strikte bestedingslimiet (squad cost limit) die ver onder die van rivalen zoals Real Madrid lag.

## Structuur van het financieel beheer
Als ledenvereniging (socio-model) is FC Barcelona eigendom van zijn ruim 140.000 leden. Dit betekent dat er geen externe aandeelhouders zijn en belangrijke beslissingen democratisch genomen worden. De jaarlijkse begroting wordt opgesteld door het bestuur en moet worden goedgekeurd door de Algemene Vergadering van Ledenvertegenwoordigers (Asamblea de Compromisarios).
De club beschikt over een financieel directeur, die samenwerkt met externe accountants en het bestuursorgaan. FC Barcelona is daarnaast onderworpen aan toezicht van La Liga en UEFA met betrekking tot salariskosten en Financial Fair Play.
| Seizoen | Omzet (mln €) | Winst/verlies (mln €) | Opmerkingen                |
| ------- | ------------- | --------------------- | -------------------------- |
| 2017/18 | 914           | +13                   | Recordomzet                |
| 2018/19 | 990           | +4                    | Nipt positief resultaat    |
| 2019/20 | 855           | -97                   | Gevolgen van COVID-19      |
| 2020/21 | 631           | -481                  | Grootste verlies ooit      |
| 2021/22 | 1.017         | +98                   | Eerste hefboomdeals        |
| 2022/23 | 1.259         | +304                  | Volledige werking hefbomen |

## Commerciële inkomsten en sponsordeals
Commerciële activiteiten vormen een essentieel onderdeel van de inkomsten van FC Barcelona. Tot de belangrijkste bronnen behoren shirtsponsoring, merchandising, licenties en stadionnaamgeving.
Sinds 1998 is Nike kledingsponsor van FC Barcelona. In 2016 werd het contract verlengd tot 2028, met een jaarlijkse waarde van naar schatting €105 miljoen.
Van 2017 tot 2021 was Rakuten shirtsponsor; in 2022 werd Spotify de nieuwe hoofdsponsor. De deal omvat ook naamgeving van het stadion en levert jaarlijks ruim €70 miljoen op.
Merchandising en licenties werden vanaf 2018 opnieuw in eigen beheer genomen via BLM (Barça Licensing & Merchandising).

## Europese regels en Financial Fair Play
Naast nationaal toezicht van La Liga valt FC Barcelona onder het Financial Fair Play-regime van de UEFA. De club moest in 2022 verantwoording afleggen aan UEFA wegens het overschrijden van de salarislimieten en operationele verliezen in voorgaande jaren.
La Liga hanteert striktere regels via het "squad cost limit"-systeem, dat bepaalt hoeveel een club mag uitgeven aan spelerssalarissen en transfers op basis van de verwachte inkomsten.

## Economische hefbomen in detail
Onder voorzitter Joan Laporta activeerde FC Barcelona in 2022 en 2023 meerdere zogenoemde "economische hefbomen" om directe liquiditeit te genereren:
Verkoop van 25% van de nationale televisierechten voor 25 jaar aan het Amerikaanse investeringsfonds Sixth Street, goed voor €667 miljoen.
Verkoop van 49% van de aandelen in Barça Studios aan Socios.com en Orpheus Media voor samen €200 miljoen.
Deze transacties zorgden voor directe inkomsten, waarmee spelers konden worden ingeschreven en schulden herstructureerd.

## Invloed op sportief beleid
De financiële situatie had directe gevolgen voor het sportieve beleid. In 2021 moest Lionel Messi vertrekken omdat zijn contract niet binnen de salarislimiet paste. Ook topspelers als Gerard Piqué, Jordi Alba en Sergio Busquets vertrokken onder druk van het verlaagde loonbudget.
De club richtte zich vanaf 2022 meer op het ontwikkelen van talent uit eigen jeugd (zoals Gavi, Pedri en Lamine Yamal) en het aantrekken van transfervrije spelers met lagere salariseisen.

## Projectfinanciering Espai Barça
Het grootschalige renovatieproject van het stadioncomplex, Espai Barça, wordt gefinancierd via een lening van maximaal €1,45 miljard. Deze financiering wordt verstrekt door een consortium van banken geleid door Goldman Sachs en JP Morgan. De lening wordt in 34 jaar afgelost uit extra inkomsten uit stadionactiviteiten.

## Transferbeleid en afschrijvingen
Transfers van spelers worden bij FC Barcelona niet direct als kosten geboekt, maar worden afgeschreven over de duur van het contract. Dit betekent dat de totale transferprijs wordt verdeeld over het aantal jaren dat een speler onder contract staat. Bijvoorbeeld, bij de transfer van Ousmane Dembélé in 2017 voor ongeveer €140 miljoen, werd deze waarde over vijf jaar gespreid, wat resulteerde in een jaarlijkse afschrijving van circa €28 miljoen op de balans.
Deze afschrijvingen beïnvloeden de jaarlijkse winst- en verliesrekening en zijn een belangrijke factor in de beoordeling van de financiële gezondheid van de club, vooral in relatie tot de salariskosten en de limieten die La Liga stelt aan het totale spelersbudget. Hierdoor kan een hoge totale transferwaarde relatief lang doorwerken in de financiële cijfers, zelfs als het daadwerkelijke uitgaande geld in het jaar van de transfer werd betaald.

## Schuldenstructuur uitgesplitst
De schuldenlast van FC Barcelona wordt onderverdeeld in kortlopende en langlopende schulden, waarbij de kortlopende schulden binnen één jaar moeten worden afgelost en de langlopende schulden een langere looptijd hebben. Daarnaast maakt men onderscheid tussen bruto- en nettoschuld; de nettoschuld is de bruto schuld minus de beschikbare liquide middelen.
| Jaar | Bruto schuld (mln €) | Nettoschuld (mln €) | Kortlopende schuld (mln €) | Langlopende schuld (mln €) |
| ---- | -------------------- | ------------------- | -------------------------- | -------------------------- |
| 2017 | 650                  | 480                 | 250                        | 400                        |
| 2020 | 1.100                | 850                 | 500                        | 600                        |
| 2022 | 1.750                | 1.350               | 700                        | 1.050                      |
| 2024 | 1.500                | 560                 | 300                        | 1.200                      |

De schulden omvatten onder andere uitgestelde betalingen aan andere clubs voor transfers, bankleningen en obligaties. Het aflossen en herstructureren van deze schulden is een belangrijk onderdeel van het financiële beleid van het bestuur.

## Belastingverplichtingen en juridische kwesties
FC Barcelona heeft in het verleden meerdere fiscale geschillen gehad met de Spaanse belastingdienst, met name rond de inkomsten en transfers van topspelers als Neymar en Lionel Messi. Deze kwesties resulteerden in boetes en naheffingen, evenals reputatieschade.
Zo werd Messi in 2016 veroordeeld voor belastingontduiking, een zaak die internationaal veel media-aandacht kreeg en leidde tot herziening van het interne belastingbeleid van de club. De financiële consequenties van deze juridische kwesties waren relatief beperkt, maar droegen bij aan het publieke debat over de financiële transparantie en integriteit van de club.

## Interne controle en transparantie
FC Barcelona publiceert jaarlijks uitgebreide jaarverslagen, die onderworpen zijn aan externe audits door gerenommeerde accountantskantoren zoals Deloitte. Deze audits toetsen de juistheid van de financiële gegevens en het naleven van de wettelijke en interne regelgeving.
Daarnaast zijn er interne controlemechanismen waarbij de Algemene Vergadering van Ledenvertegenwoordigers toezicht houdt op het bestuur en financiële besluiten goedkeurt. Dit sociaal-democratische model zorgt voor een hoge mate van transparantie richting de leden (socios), hoewel het ook leidt tot complexe besluitvormingsprocessen.

## Financiering via obligaties en kredietlijnen
Naast traditionele bankleningen maakt FC Barcelona gebruik van obligatie-uitgiftes en kredietfaciliteiten om de grote investeringen te financieren. In 2021 gaf de club bijvoorbeeld een obligatie uit ter waarde van €200 miljoen om de operationele kaspositie te versterken.
Kredietlijnen bij banken bieden flexibiliteit om tijdelijke liquiditeitsbehoeften op te vangen, maar brengen ook renteverplichtingen met zich mee. De combinatie van vaste en variabele financieringsvormen maakt deel uit van het risicomanagement van de club.

## Overzicht in cijfers
| Jaar | Omzet (mln €) | Loonkosten (mln €) | Nettoresultaat (mln €) | Nettoschuld (mln €) |
| ---- | ------------- | ------------------ | ---------------------- | ------------------- |
| 2017 | 914           | 515                | +13                    | 480                 |
| 2018 | 990           | 562                | +4                     | 520                 |
| 2019 | 1.020         | 636                | -20                    | 700                 |
| 2020 | 855           | 671                | -97                    | 850                 |
| 2021 | 631           | 518                | -481                   | 1.350               |
| 2022 | 1.017         | 518                | +98                    | 1.100               |
| 2023 | 1.259         | 639                | +304                   | 560                 |
| 2024 | 950           | 550                | -91                    | 560                 |

Bronnen: Jaarverslagen FC Barcelona, La Liga, Deloitte Football Money League.